# Alena Dilko
Alena Dilko (en belarús: Алена Дылько) (Kosava, Província de Brest, 16 de novembre de 1988) és una ciclista en pista belarussa que combina tant la pista com la carretera. Va participar en els Jocs Olímpics de Londres de 2012.

## Palmarès en pista
- 2011
  -  Campiona de Belarús en Persecució per equips (amb Aksana Papko i Tatsiana Xaràkova)
- 2012
  -  Campiona de Belarús en Persecució per equips (amb Aksana Papko i Tatsiana Xaràkova)